# John Dahl
John Dahl (n. 11 decembrie 1956, Billings, Montana, SUA) este un regizor de film și televiziune și scenarist american. Este cel mai cunoscut mai ales pentru munca sa în genul neo-noir.

## Viață și carieră
John Dahl s-a născut în Billings, Montana, ca al doilea dintre cei patru copii ai părinților săi (fratele său este regizorul Rick Dahl). Dahl și-a petrecut tinerețea în și în jurul Montanei, la facultate. Interesul său pentru film a început la 17 ani, când a văzut prima dată Portocala mecanică, după cum i-a dezvăluit lui Robert K. Elder⁠(d) într-un interviu pentru The Film That Changed My Life.
A urmat Universitatea de Stat din Montana (USM), apoi s-a transferat la Școala de Film și Fotografie a Universității de Stat din Montana, unde a primit o diplomă în film. Aici a avut ca profesor și pe Bill Pullman. Primul său lungmetraj la USM a fost intitulat The Death Mutants, realizat cu 12.000 de dolari americani. În statul Montana, a cântat la chitară pentru trupa punk rock „The Pugs”. A întâlnit-o pe soția sa, Beth Friedberg la USM, iar după absolvire, amândoi au părăsit Montana pentru a studia la Conservatorul AFI⁠(d) din Los Angeles. El a intrat în programul de regizori, iar ea a intrat în programul de cinematografie.
Dahl și-a început cariera ca artist de poveste⁠(d) și asistent de regie. În anii 1980 a realizat scurtmetraje și a regizat videoclipuri pentru Kool & the Gang⁠(d) și Joe Satriani. Primele două filme ale lui Dahl au fost Ucide-mă din nou⁠(d) și Red Rock West⁠(d). Al treilea lungmetraj al său a fost thrillerul polițist, The Last Seduction, cu Linda Fiorentino în rolul principal. Interpretarea actriței, deși aclamată de critici, nu a fost eligibilă pentru a primi o nominalizare la Oscar, deoarece filmul a fost difuzat la televiziunea prin cablu înainte de lansarea sa în cinematografe. În The Last Seduction a jucat și fostul său profesor de la facultate, Bill Pullman.

## Filmografie

### Filme de cinema
| An   | Titlu                          | Regizor | Scenarist | Note                          |
| ---- | ------------------------------ | ------- | --------- | ----------------------------- |
| 1987 | P.I. Private Investigations⁠(d) | Nu      | Da        | Co-scris cu David W. Warfield |
| 1989 | Kill Me Again⁠(d)               | Da      | Da        | Co-scris cu David W. Warfield |
| 1993 | Red Rock West⁠(d)               | Da      | Da        | Co-scris cu Rick Dahl         |
| 1994 | The Last Seduction             | Da      | Nu        |                               |
| 1996 | Unforgettable⁠(d)               | Da      | Nu        |                               |
| 1998 | Rounders⁠(d)                    | Da      | Nu        |                               |
| 2001 | Joy Ride                       | Da      | Nu        |                               |
| 2005 | The Great Raid⁠(d)              | Da      | Nu        |                               |
| 2007 | You Kill Me⁠(d)                 | Da      | Nu        |                               |

### Filme și seriale de televiziune
| An        | Titlu                    | Note                                             |
| --------- | ------------------------ | ------------------------------------------------ |
| 1995      | Fallen Angels⁠(d)         | Episodul "Tomorrow I Die"                        |
| 2005      | Tilt⁠(d)                  | Episodul "Shuffle Up and Deal"                   |
| 2007      | Life⁠(d)                  | Episodul "Powerless"                             |
| 2007-2014 | Californication          | 10 episoade                                      |
| 2008-2010 | True Blood⁠(d)            | 4 episoade                                       |
| 2008-2013 | Dexter                   | 16 episoade                                      |
| 2009      | Fear Itself⁠(d)           | Episodul "Chance"                                |
| 2009      | Battlestar Galactica     | Episodul "The Oath"                              |
| 2009      | United States of Tara⁠(d) | 2 episoade                                       |
| 2009      | Breaking Bad             | Episodul "Down⁠(d)"                               |
| 2009-2013 | The Vampire Diaries      | 4 episoade                                       |
| 2010      | Terriers⁠(d)              | Episodul "Agua Caliente"                         |
| 2010      | Caprica                  | 2 episoade                                       |
| 2010-2011 | Hellcats⁠(d)              | 2 episoade                                       |
| 2010-2015 | Justified                | 6 episoade                                       |
| 2011-2012 | Shameless⁠(d)             | 2 episoade                                       |
| 2012      | Falling Skies            | Episodul "Love and Other Acts of Courage⁠(d)"     |
| 2012      | Homeland⁠(d)              | Episodul "The Clearing⁠(d)"                       |
| 2012      | Arrow                    | Episodul "Year's End"                            |
| 2013      | Person of Interest⁠(d)    | Episodul "Dead Reckoning"                        |
| 2013-2014 | The Americans⁠(d)         | 2 episoade                                       |
| 2013-2014 | The Bridge⁠(d)            | 3 episoade                                       |
| 2013-2015 | Hannibal⁠(d)              | 2 episoade                                       |
| 2013-2020 | Ray Donovan⁠(d)           | 11 episoade                                      |
| 2014      | Outlander                | 2 episoade                                       |
| 2014      | The Strain               | Episodul "Loved Ones"                            |
| 2015      | House of Cards           | 2 episoade                                       |
| 2015      | House of Lies⁠(d)         | 2 episoade                                       |
| 2015      | Aquarius⁠(d)              | Episodul "It's Alright Ma. (I'm Only Bleeding.)" |
| 2015      | Jessica Jones⁠(d)         | Episodul "AKA Sin Bin⁠(d)"                        |
| 2015-2017 | The Affair⁠(d)            | 5 episoade                                       |
| 2016      | Kingdom⁠(d)               | 2 episoade                                       |
| 2016-2020 | Billions⁠(d)              | 4 episoade                                       |
| 2017      | Iron Fist⁠(d)             | 2 episoade; și producător executiv, 1 episod     |
| 2017      | The Good Doctor⁠(d)       | Episodul "Oliver"                                |
| 2017-2018 | SEAL Team⁠(d)             | 2 episoade                                       |
| 2018      | The Looming Tower⁠(d)     | 2 episoade                                       |
| 2019-2020 | Yellowstone              | 4 episoade                                       |
| 2019      | The Walking Dead         | Episodul "The World Before⁠(d)"                   |
| 2019-2024 | Evil⁠(d)                  | 8 episoade                                       |
| 2019      | For All Mankind          | 2 episoade                                       |
| 2020      | Servant⁠(d)               | Episodul "Balloon"                               |
| 2021      | American Rust⁠(d)         | 5 episoade                                       |
| 2022      | Super Pumped⁠(d)          | 2 episoade                                       |
| 2024      | Manhunt⁠(d)               | 2 episoade                                       |